# Coupe de Biélorussie de football 2009-2010
Navigation
Coupe de Biélorussie 2008-2009 Coupe de Biélorussie 2010-2011
La Coupe de Biélorussie 2009-2010 est la 19e édition de la Coupe de Biélorussie depuis la dissolution de l'URSS. Elle prend place entre le 12 juillet 2009 et le 23 mai 2010, date de la finale au stade Dinamo de Minsk.
Un total de 48 équipes prennent part à la compétition, cela inclut l'intégralité des clubs de la saison 2009 des trois premières divisions biélorusses, à l'exception des équipes réserves, auxquelles s'ajoutent six équipes amateurs ayant remporté leurs coupes régionales respectives, les qualifiant ainsi pour la coupe nationale.
La compétition suivant un calendrier sur deux années, contrairement à celui des championnats biélorusses qui s'inscrit sur une seule année, celle-ci se trouve de fait à cheval entre deux saisons de championnat ; ainsi pour certaines équipes promues ou reléguées durant la saison 2009, la division indiquée peut varier d'un tour à l'autre.
Le BATE Borisov remporte sa deuxième coupe nationale à l'issue de la compétition au détriment du Torpedo Jodzina. Cette victoire permet au club de se qualifier pour le deuxième tour de qualification de la Ligue Europa 2010-2011 ainsi que pour l'édition 2011 de la Supercoupe de Biélorussie. Le BATE se qualifiant cependant par la suite pour la Ligue des champions en remportant le championnat biélorusse, la place européenne est finalement réattribuée au Torpedo.

## Premier tour
| Date            | Locaux                     | Score                | Visiteurs                   |
| --------------- | -------------------------- | -------------------- | --------------------------- |
| 12 juillet 2009 | Zvyazda-BDU Minsk (D3)     | 2 - 1                | (D2) SKVITCH Minsk          |
| 12 juillet 2009 | FK Maladetchna (D3)        | 3 - 1                | (D2) Khimik Svietlahorsk    |
| 12 juillet 2009 | FK Jlobine (D3)            | 2 - 1                | (D3) Vertikal Kalinkavitchy |
| 12 juillet 2009 | FK Orcha (D3)              | 1 - 1 ap (1 - 4 tab) | (D2) Slavia Mazyr           |
| 12 juillet 2009 | Livadia Dziarjynsk (D3)    | 2 - 5 ap             | (D3) FK Haradzeïa           |
| 12 juillet 2009 | Torpedo-MAZ Minsk (A)      | 0 - 1                | (D2) FK Roudensk            |
| 12 juillet 2009 | Kletchask Kletsk (A)       | 0 - 2                | (D2) Belchina Babrouïsk     |
| 12 juillet 2009 | Sloutsksakhar Sloutsk (D3) | 5 - 2                | (D3) FK Assipovitchy        |
| 12 juillet 2009 | FK Biaroza (D3)            | 1 - 2                | (D2) Kommounalnik Slonim    |
| 12 juillet 2009 | FK Miory (A)               | 0 - 4                | (D2) FK Polotsk             |
| 12 juillet 2009 | Naftavik Retchytsa (A)     | 1 - 11               | (D2) Vedrytch-97 Retchytsa  |
| 12 juillet 2009 | Nioman Masty (D3)          | 2 - 1                | (D2) FK Lida                |
| 12 juillet 2009 | Miasakambinat Vitebsk (D3) | 0 - 1                | (D2) Spartak Chklow         |
| 12 juillet 2009 | Khimik Hrodna (A)          | 0 - 4                | (D2) Belkard Hrodna         |
| 12 juillet 2009 | MDUP Mahiliow (A)          | 0 - 2                | (D2) DBK Homiel             |
| 15 juillet 2009 | FK Kobryne (A)             | 1 - 7                | (D2) FK Baranavitchy        |

## Seizièmes de finale
Les équipes de la première division 2009 font leur entrée à partir de ce tour.
| Date        | Locaux                     | Score                | Visiteurs                 |
| ----------- | -------------------------- | -------------------- | ------------------------- |
| 7 août 2009 | FK Maladetchna (D3)        | 2 - 3                | (D1) Nioman Hrodna        |
| 8 août 2009 | Spartak Chklow (D2)        | 1 - 2 ap             | (D2) Veras Niasvij        |
| 8 août 2009 | Kommounalnik Slonim (D2)   | 0 - 2                | (D1) FK Homiel            |
| 8 août 2009 | Slavia Mazyr (D2)          | 2 - 0                | (D2) Volna Pinsk          |
| 8 août 2009 | Belchina Babrouïsk (D2)    | 1 - 0                | (D1) Dinamo Brest         |
| 8 août 2009 | Zvyazda-BDU Minsk (D3)     | 1 - 7                | (D1) Dinamo Minsk         |
| 8 août 2009 | FK Haradzeïa (D3)          | 1 - 2 ap             | (D1) Dniepr Mahiliow      |
| 8 août 2009 | FK Polotsk (D3)            | 3 - 3 ap (3 - 2 tab) | (D1) FK Vitebsk           |
| 8 août 2009 | FK Jlobine (D3)            | 0 - 2                | (D1) Naftan Novopolotsk   |
| 8 août 2009 | Sloutsksakhar Sloutsk (D2) | 0 - 4                | (D1) MTZ-RIPA Minsk       |
| 8 août 2009 | Vedrytch-97 Retchytsa (D2) | 2 - 5                | (D1) Granit Mikachevitchy |
| 8 août 2009 | FK Roudensk (D3)           | 1 - 3                | (D1) FK Minsk             |
| 8 août 2009 | DBK Homiel (D2)            | 2 - 0                | (D1) FK Smarhon           |
| 8 août 2009 | Belkard Hrodna (D2)        | 0 - 1                | (D1) Torpedo Jodzina      |
| 8 août 2009 | FK Baranavitchy (D2)       | 0 - 4                | (D1) BATE Borisov         |
| 9 août 2009 | Nioman Masty (D3)          | 0 - 5                | (D1) Chakhtior Salihorsk  |

## Huitièmes de finale
Les matchs aller sont joués entre le 28 octobre et le 22 novembre 2009 tandis que les matchs retour sont joués entre le 4 et le 27 novembre 2009.
| Équipe 1                  | Score | Équipe 2                 | Aller | Retour |
| ------------------------- | ----- | ------------------------ | ----- | ------ |
| Dniepro Mahiliow (D1)     | 2 - 7 | (D1) Dinamo Minsk        | 2 - 4 | 0 - 3  |
| Naftan Novopolotsk (D1)   | 7 - 1 | (D1) Slavia Mazyr        | 4 - 0 | 3 - 1  |
| Belchina Babrouïsk (D2)   | 2 - 3 | (D1) Chakhtior Salihorsk | 0 - 2 | 2 - 2  |
| Torpedo Jodzina (D1)      | 8 - 0 | (D2) Veras Niasvij       | 5 - 0 | 3 - 0  |
| Granit Mikachevitchy (D1) | 0 - 2 | (D1) Nioman Hrodna       | 0 - 1 | 0 - 1  |
| FK Homiel (D1)            | 3 - 4 | (D2) DBK Homiel          | 1 - 1 | 2 - 3  |
| MTZ-RIPA Minsk (D1)       | 5 - 3 | (D2) FK Polotsk          | 5 - 2 | 0 - 1  |
| BATE Borisov (D1)         | 3 - 0 | (D1) FK Minsk            | 1 - 0 | 2 - 0  |

## Quarts de finale
Les matchs aller sont joués les 13 et 14 mars 2010 tandis que les matchs retour sont joués les 17 et 18 mars 2011.
| Équipe 1                | Score  | Équipe 2                 | Aller | Retour |
| ----------------------- | ------ | ------------------------ | ----- | ------ |
| Naftan Novopolotsk (D1) | 1 - 5  | (D1) Torpedo Jodzina     | 0 - 2 | 1 - 3  |
| Nioman Hrodna (D1)      | 1 - 4  | (D1) Chakhtior Salihorsk | 1 - 2 | 0 - 2  |
| BATE Borisov (D1)       | 7 - 1  | (D1) MTZ-RIPA Minsk      | 7 - 0 | 0 - 1  |
| DBK Homiel (D2)         | 3E - 3 | (D1) Dinamo Minsk        | 0 - 2 | 3 - 1  |

## Demi-finales
Les matchs aller sont joués le 24 mars 2010 tandis que les matchs retour sont joués le 28 mars 2010.
| Équipe 1                 | Score  | Équipe 2             | Aller | Retour |
| ------------------------ | ------ | -------------------- | ----- | ------ |
| Chakhtior Salihorsk (D1) | 1 - 3  | (D1) BATE Borisov    | 1 - 2 | 0 - 1  |
| DBK Homiel (D2)          | 2 - 2E | (D1) Torpedo Jodzina | 1 - 2 | 1 - 0  |

## Finale
| Entraîneur :       |
| Viktor Goncharenko |

| Entraîneur :        |
| Aleksandr Brazevich |

| Entraîneur :       |
| Viktor Goncharenko |

| Entraîneur :        |
| Aleksandr Brazevich |